# Loïc Wakanumuné
Loïc Yeiwene Wakanumuné (27 marzo 1985) è un calciatore francese di origini neocaledoniane, difensore del Magenta e della Nazionale neocaledoniana.

## Caratteristiche tecniche
È un difensore centrale.

## Carriera

### Club
Nel 2012, dopo aver militato al Le Mons-Dore, si trasferisce al Magenta. Nel 2014 passa al Gaïtcha. Nel 2015 torna al Magenta.

### Nazionale
Ha debuttato in Nazionale il 23 settembre 2010, in Guadalupa-Nuova Caledonia (1-1). Ha partecipato, con la Nazionale, alla Coppa delle nazioni oceaniane 2016.